# العشة (صعدة)
العشة هي إحدى قرى الجمهورية اليمنية. وهي تتبع جغرافيًا لمحافظة صعدة. وإداريًا لمديرية سحار  يبلغ تعداد سكانها 1155 نسمة حسب الإحصاء الذي جرى عام 2004.